# Aaliyah Edwards
Aaliyah Edwards (* 9. Juli 2002 in Kingston, Ontario) ist eine kanadische Basketballspielerin der nordamerikanischen Profiliga Women’s National Basketball Association (WNBA).

## Karriere
Vor ihrer professionellen Karriere in der WNBA spielte Edwards von 2020 bis 2024 College-Basketball für die UConn Huskies der University of Connecticut.
Sie wurde beim WNBA Draft 2024 an 6. Stelle von den Washington Mystics ausgewählt, für die sie seither in der nordamerikanischen Basketballprofiliga der Damen spielt.

### Unrivaled
Aaliyah Edwards nahm Anfang 2025 als Spielerin des Teams Mist BC an der Premieren-Saison der neu gegründeten 3×3-Basketball-Liga für Frauen Unrivaled teil.
In dem One-on-One-Turnier der Unrivaled Saison 2025 besiegte Edwards Breanna Stewart, Allisha Gray und Arike Ogunbowale, bevor sie im Finale Napheesa Collier unterlag.

## Nationalmannschaft
Im Juli 2021 wurde Edwards als jüngstes Mitglied in den Kader des kanadischen Teams für die Olympischen Spiele 2020 in Tokio berufen. Beim olympischen Turnier spielte Edwards nur in zwei Spielen der Gruppenphase, da Kanada nicht ins Viertelfinale einzog.
Im Juli 2024 wurde Edwards in den Kader des kanadischen Teams für die Olympischen Spiele 2024 berufen. Im olympischen Turnier spielte sie in allen drei Spielen der Gruppenphase, aber Kanada verpasste erneut den Einzug ins Viertelfinale.